# 侯希逸
侯 希逸（こう きいつ、720年 - 781年）は、唐代の軍人。本貫は営州。

## 経歴
若くして武芸を習った。天宝末年、安禄山が反乱を起こすと、その腹心の徐帰道を平盧節度使に任じた。希逸はそのとき平盧裨将をつとめていたが、安東都護の王玄志とともに兵を率いて徐帰道を襲い殺した。使者がそのことを奏聞すると、王玄志が平盧節度使となった。乾元元年（758年）冬、王玄志が病没すると、希逸は平盧の軍人たちに節度使に推されて、唐の朝廷に平盧節度使に任じられ、御史大夫を兼ねた。たびたび反乱軍に迫られたが、希逸は将士を励まして、向潤客・李懐仙らの反乱軍を連破した。孤立無援で、さらに奚の侵攻を受けたので、希逸は平盧軍2万人あまりを率いて、戦いながら行軍し、青州に到達した。平盧の地は反乱軍に攻め落とされたが、希逸は粛宗により平盧淄青節度使に任じられた。
宝応元年（762年）、希逸は諸節度使たちとともに史朝義を討って撃破した。検校工部尚書を加えられ、凌煙閣に肖像を描かれた。はじめ希逸は軍務につとめ、農業を振興して、名声があった。のちに行政事務を怠り、仏教を信奉して寺院を濫造し、狩猟を好んで、軍や州を苦しめた。永泰元年（765年）、希逸は巫者とともに夜間に城外で宿営していたところ、軍士に閉め出されて城内に入れなくなった。希逸は長安に逃げ帰り、検校尚書右僕射に任じられた。長らくを経て、知尚書省事を加えられた。父母が死去したため、辞職して喪に服した。大暦11年（776年）9月、検校尚書右僕射・上柱国として復帰し、淮陽郡王に封じられた。建中2年（781年）7月庚申、司空となり、その日のうちに死去した。享年は62。太保の位を追贈された。

## 伝記資料
- 『旧唐書』巻124 列伝第74
- 『新唐書』巻144 列伝第69